# Cymbopetalum fosteri
Cymbopetalum fosteri är en kirimojaväxtart som beskrevs av Nancy A. Murray. Cymbopetalum fosteri ingår i släktet Cymbopetalum, och familjen kirimojaväxter. Inga underarter finns listade i Catalogue of Life.